# Draudtia lunata
Draudtia lunata là một loài bướm đêm trong họ Noctuidae.